# Sous le soleil de Satan
Pour les articles homonymes, voir Sous le soleil de Satan (homonymie).
Sous le soleil de Satan est le premier roman publié de Georges Bernanos. Bernanos en commence l'écriture après l'armistice de 1918 et la termine en 1926. Il paraît pour la première fois aux éditions Plon en 1926.
Selon Michel Estève, l'œuvre a trois sources d'inspiration essentielle : la vie du curé d'Ars qui donne sa consistance au personnage de l'abbé Donissan ; les écrivains Léon Bloy et Barbey d'Aurevilly pour la satire d'un monde privé de Dieu chez le premier, pour l'union du surnaturel et du réel chez le second ; la Première Guerre mondiale en signe de protestation contre le climat de l'après-guerre.

## Historique de l'œuvre
Le roman paraît dans la collection Le Roseau d'or dirigée par Jacques Maritain. L'ouvrage de Bernanos y est publié à l'instar du Soulier de Satin (première Journée) de Paul Claudel ou de Un nouveau Moyen Âge de Nicolas Berdiaev.
Moins de quinze jours avant l'impression définitive, Maritain, qui ressent « une impression douloureuse, un malaise » à la lecture du roman, incite fortement Bernanos à reprendre le texte de son ouvrage afin que l'expression de la foi du curé y soit plus stricte. René Guise, Pierre Gille et surtout William Bush ont analysé d'après des brouillons l'intervention de Maritain. Selon le troisième de ces auteurs, celle-ci serait très importante ; de nombreux passages centraux auraient été remaniés. Ainsi, les moments de désespérance de Donissan auraient été rendus moins explicites, l'évocation de liens « fraternels » entre lui et Mouchette aurait été gommée (« fraternel » du manuscrit devient « paternel » dans l'édition (p. 202 dans l'édition de La Pléiade, 2015, voir ci-dessous), la citation de Thérèse de Lisieux appliquée à l'abbé Donissan et disant que Dieu est « content » de lui adoucie en « n'est pas mécontent de vous » (ibid., p. 135). Mais cette thèse d’une influence décisive de Maritain sur le texte et l’esprit du roman est aujourd’hui contestée. Pierre Gille, dans la nouvelle édition la Pléiade des Œuvres romanesques de Bernanos (octobre 2015), démontre que cette thèse s’appuie sur un document mal identifié, une lettre que la Correspondance publiée en 1971 donne comme écrite le 28 février 1926 et adressée à Jacques Maritain, et qui ne peut ni avoir été écrite à cette date ni avoir ce dernier comme destinataire (elle est probablement adressée en septembre 1925 à Robert Vallery-Radot). Sur cette base, Pierre Gille montre dans sa notice pour ce roman que l’influence du philosophe thomiste fut beaucoup plus limitée qu’on ne l’a dit – une dizaine de retouches de peu d’étendue (quelques mots ou quelques lignes chacune) et d’importance mineure –, et que, d’autre part, Bernanos n’a nullement édulcoré son roman, radicalisant au contraire chez son héros prêtre Donissan le choix des ténèbres intérieures.
Le théologien suisse Hans Urs von Balthasar estime que l'abbé Donissan, « corsaire du dogme et de la mystique », est bien différent du prêtre du Journal d'un curé de campagne, mais qu'il évoque pour lui les « premières phases de la vie des saints, pleines d'obscure violence et qui nous semblent passer les bornes ». Outre le curé d'Ars, tout laisse à penser que Bernanos s'inspire également de la vie du mystique jésuite Jean-Joseph Surin.
Le roman est un temps intégré à la liste du prix Goncourt qui sera cette année-là finalement décerné au Supplice de Phèdre d'Henri Deberly. La dédicace imprimée choisie par Georges Bernanos est : « À Robert Vallery-Radot qui lut le premier ce livre et l'aima. »

## Résumé
« Furieux rêve » né de la Grande Guerre, Sous le soleil de Satan présente l'ensemble des personnages et situations qui font la marque de l'œuvre bernanosienne. Autour du personnage central de l'abbé Donissan, jeune prêtre tourmenté par l'impiété de sa paroisse et par le sentiment de son incompétence, une galerie de personnages brûlés par la souffrance et le mal.
Mouchette, jeune fille broyée par le mal et devenue, après une rencontre de l'abbé Donissan avec le diable une nuit sur un chemin creux des monts d'Artois, la sœur que Dieu lui donne, est une des figures les plus troublantes de l'œuvre romanesque de Bernanos.

### Structure
- Prologue : Histoire de Mouchette - quatre chapitres
- Première partie : La tentation du désespoir - quatre chapitres longs
- Deuxième partie : Le saint de Lumbres - quinze chapitres courts

## Réception et critiques
Léon Daudet fait l'éloge de l'œuvre, comparant Bernanos à « une nouvelle étoile dans le firmament de la littérature ». De même, Paul Claudel apprécie le livre. Cependant, il déclare lui-même à Bernanos ne pas avoir « une impression nette » du héros, qui pour lui oscille entre « l’ascète émacié » et « l’athlète resté humain, trop humain ».

## Adaptations

### Télévision
- Sous le soleil de Satan, téléfilm de Pierre Cardinal (1971) avec Maurice Garrel et Catherine Salviat

### Cinéma
- Sous le soleil de Satan, film de Maurice Pialat (1987) avec Gérard Depardieu et Sandrine Bonnaire. Le film a reçu la Palme d'or au festival de Cannes de 1987.

## Lieu de rédaction du roman

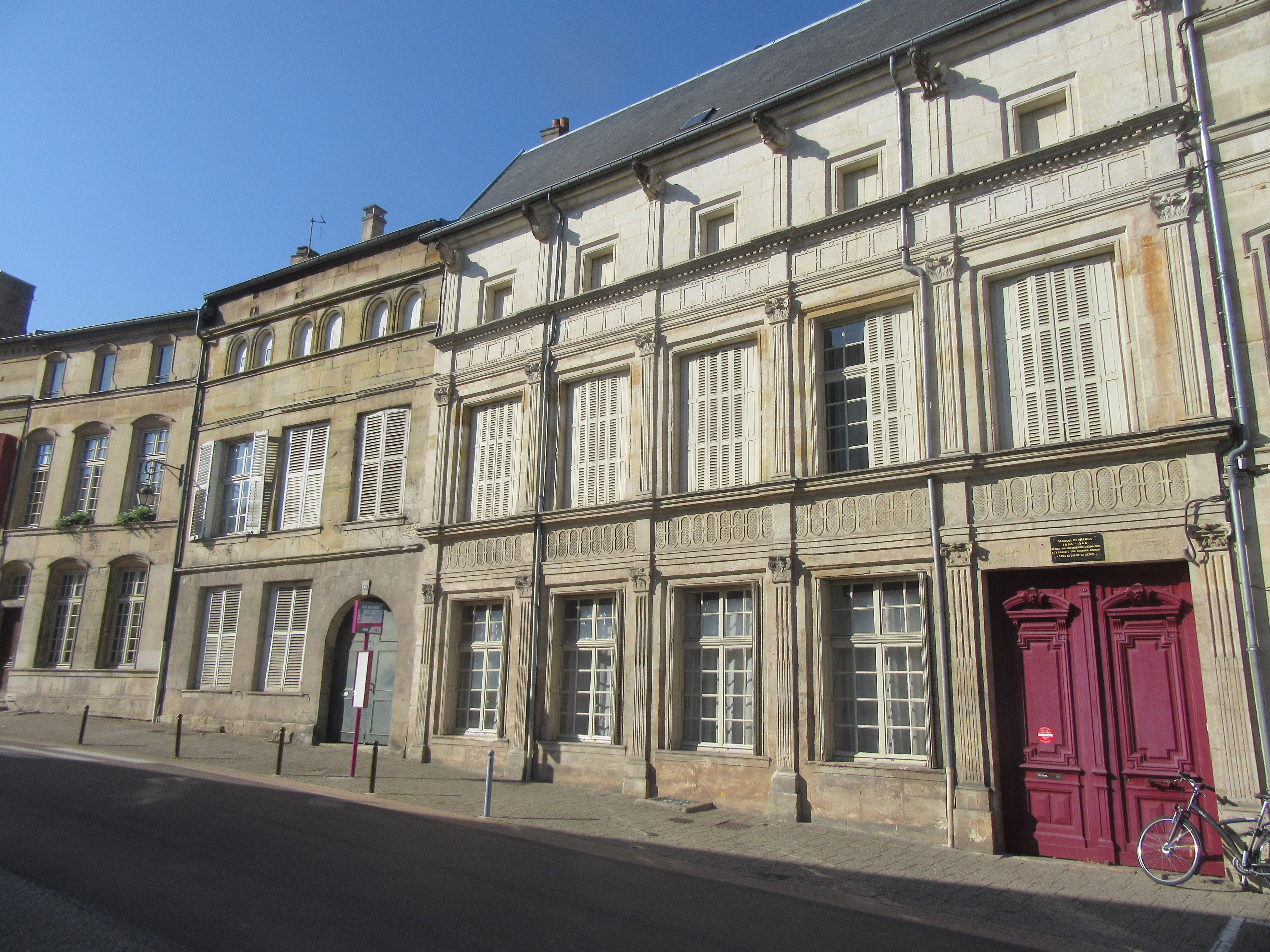
Hôtel de la Bessière, Bar-le-Duc.

C'est dans cet hôtel de maître de Bar-le-Duc, rue des Ducs de Bar, 47, que Bernanos réside de 1924 à 1926. Il y écrit son premier roman Sous le soleil de Satan.